# Wong Cho-Lam
Wong Cho-Lam (Hongkong, 9 januari 1980) is een Hongkongse TVB-acteur en werd geboren als Wong Ho-Ying (王浩賢). Hij spreekt Standaardkantonees, Standaardmandarijn en Engels. Behalve acteren kan hij ook kouji en zingen, zoals Jing-operaliederen. Als kind heeft hij onderwijs gevolgd op de Ma On Shan Lutheran Primary School, de anglicaanse S.K.H. Tsang Shiu Tim Secondary School en de Hong Kong Academy for Performing Arts.
In 2015 trouwde hij met de Canadees-Chinese actrice Lianne Li. Beiden zijn streng christelijk. De bruiloft trok wereldwijd aandacht o.a. doordat Lianne Li, tevens voormalig schoonheidskoningin, aanzienlijk langer is dan haar man.

## Filmografie
Televisie
| jaar | titel                               | rol                    | noot             |
| ---- | ----------------------------------- | ---------------------- | ---------------- |
| 2006 | Glittering days 《東方之珠》        | San Peej Seng          | radiopresentator |
| 2007 | The family link 《師奶兵團》        |                        |                  |
| 2007 | Heavenly in-laws 《我外母唔係人》   | Cheng Sau-Fu (鄭守富)  | radiopresentator |
| 2007 | On the first beat 《學警出更》      | Ah Shui (阿水)         |                  |
| 2007 | Best bet 《迎妻接福》               |                        |                  |
| 2007 | Best selling secrets 《同事三分親》 | Lau Wah (樓華)         |                  |
| 2008 | D.I.E. 《古靈精探》                 |                        |                  |
| 2008 | Off pedder 《畢打自己人》           | Tang Lai-Gwan (鄧勵軍) |                  |
| 2008 | Beautiful HD 《美麗高解像》         |                        |                  |